# Meropenem
Il Meropenem è  un antibiotico β-lattamico, appartenente alla classe dei carbapenemi a spettro d'azione molto ampio che comprende Gram+ e Gram-. È 2-4 volte più attivo dell'imipenem verso i GRAM- e presenta una maggiore resistenza alle b-lattamasi.

## Indicazioni
Il principio attivo viene utilizzato per numerose infezioni

## Controindicazioni
Da evitare in caso di ipersensibilità nota al farmaco.

## Effetti collaterali
Fra gli effetti collaterali riscontrati si evidenziano nausea, vomito, diarrea, leucopenia, orticaria, convulsioni, sindrome di Stevens-Johnson.